# 2016년 구마모토 지진

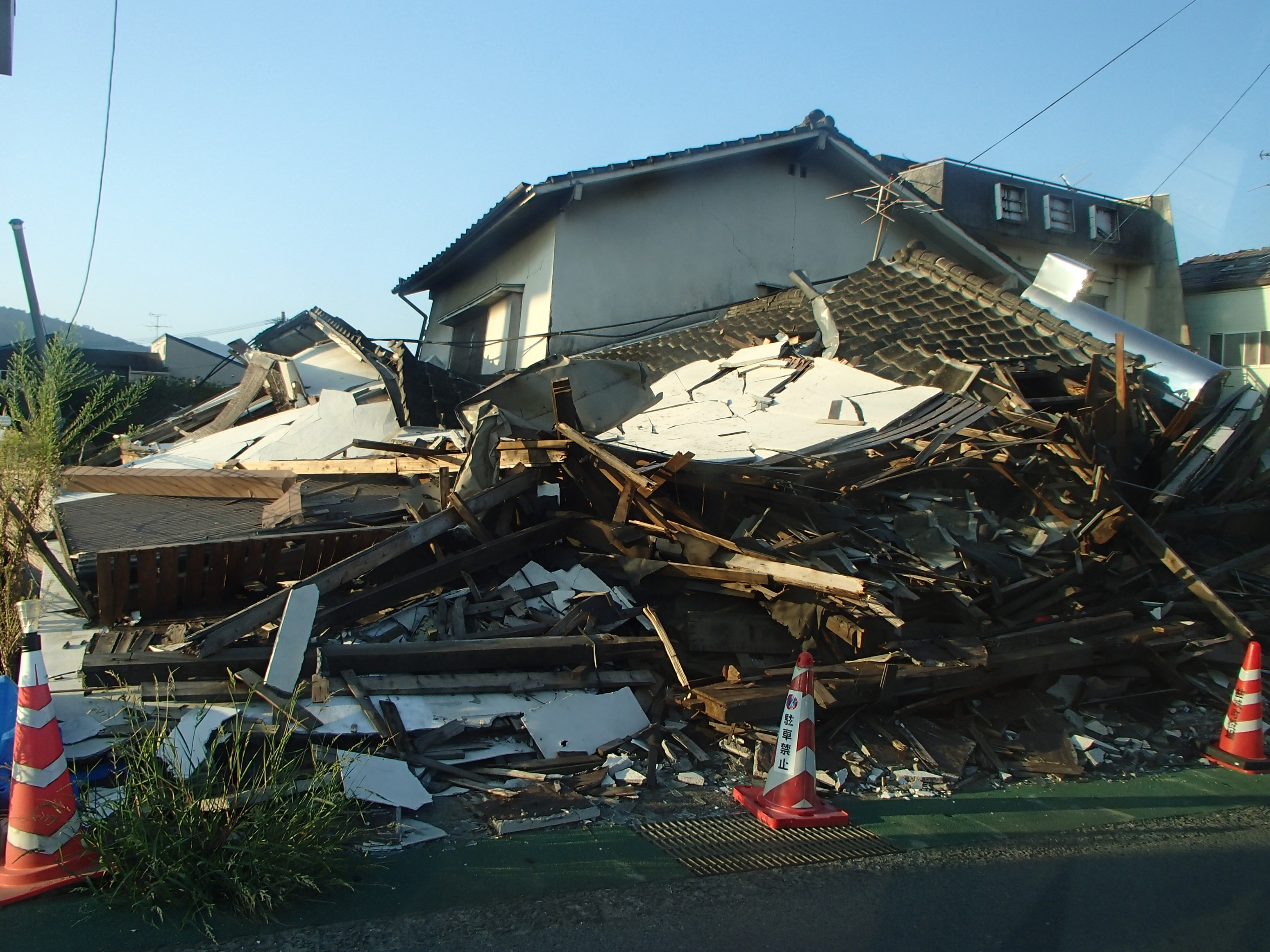
주택피해

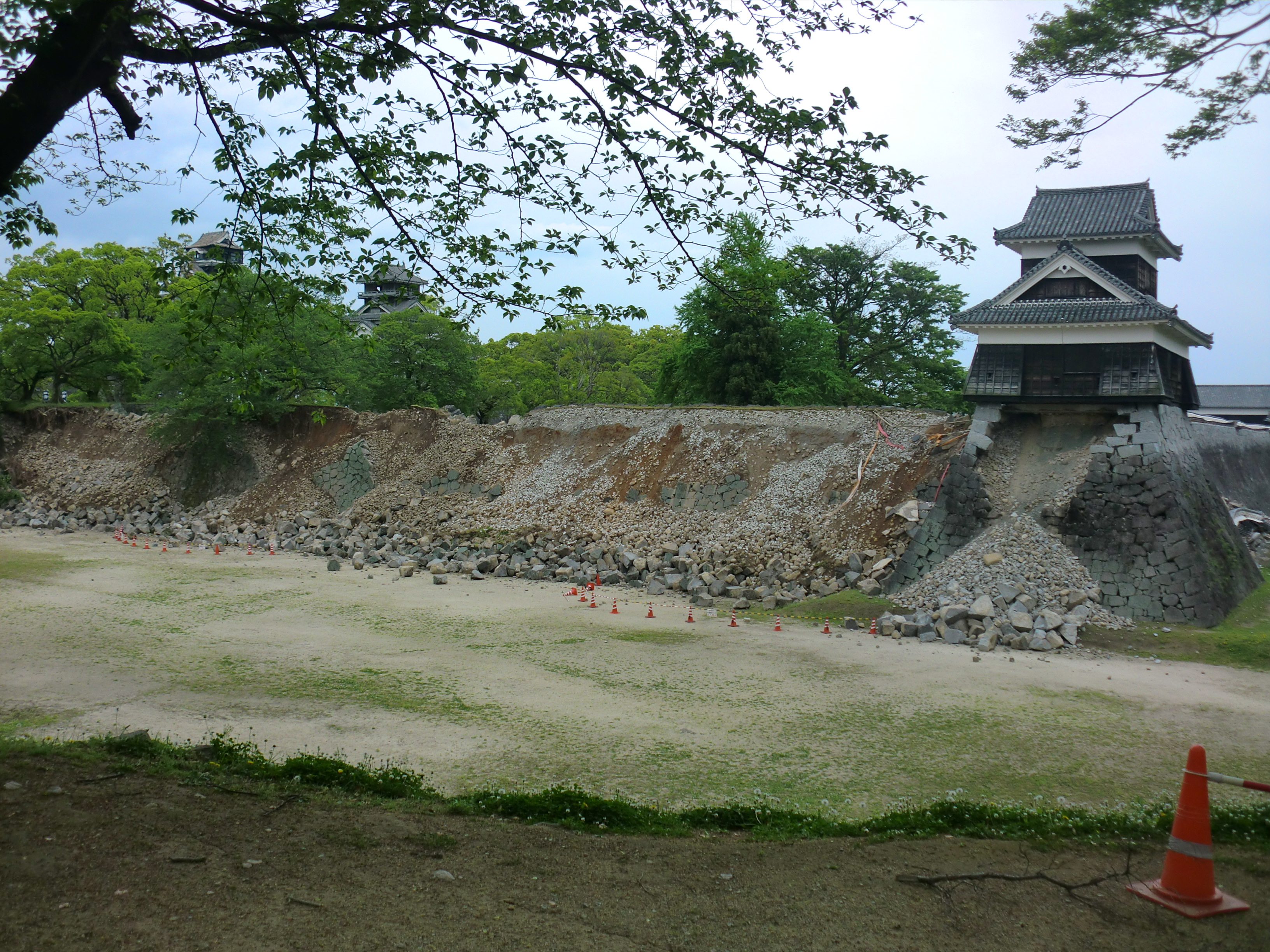
돌담의 일부가 무너진 구마모토 성 이누이야구라(戌亥櫓). 망루의 좌측 돌담은 붕괴했다.

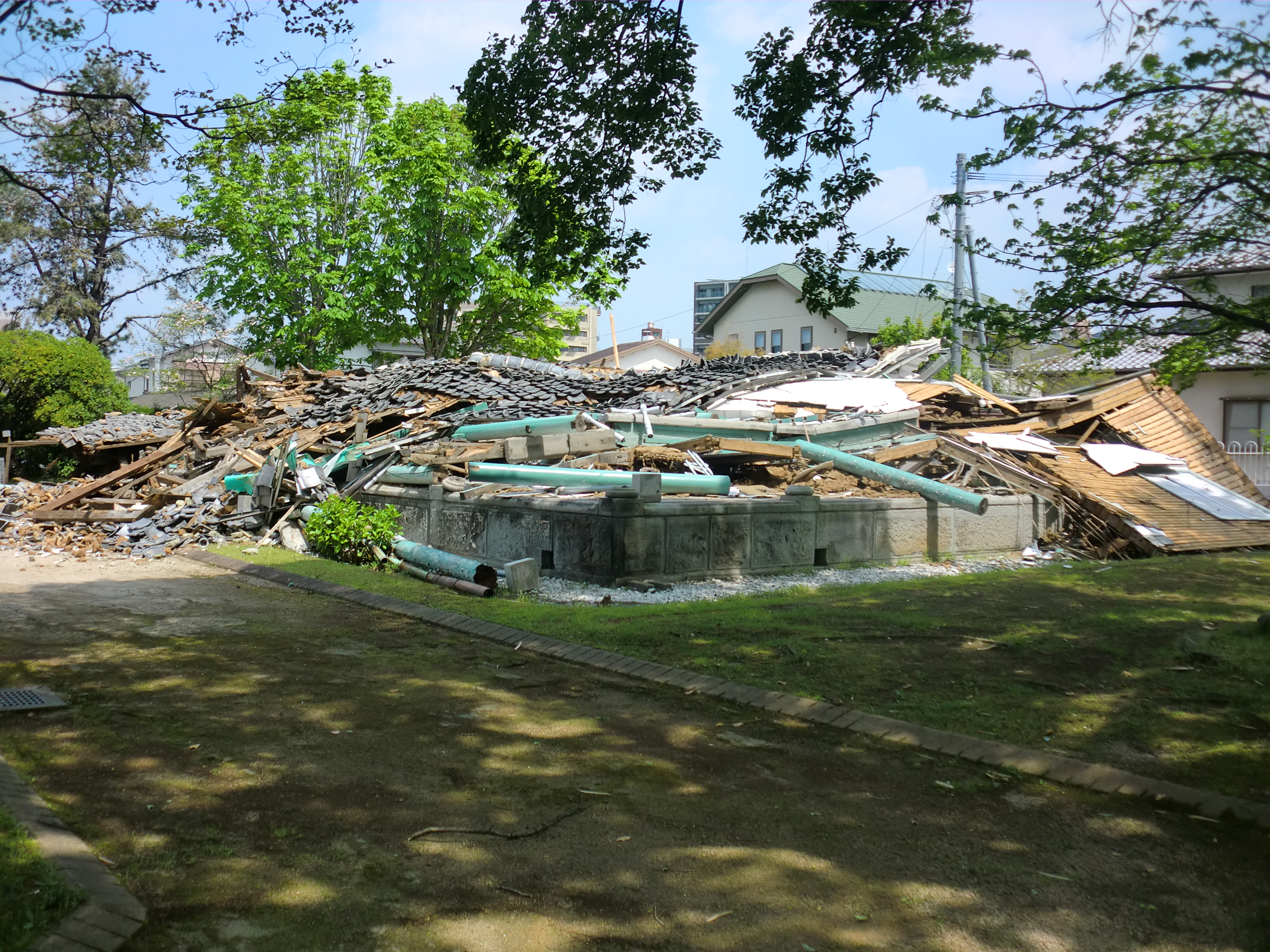
4월 14일에 벽의 일부가 붕괴하고, 16일에는 전체가 붕괴한 제인 하우스.

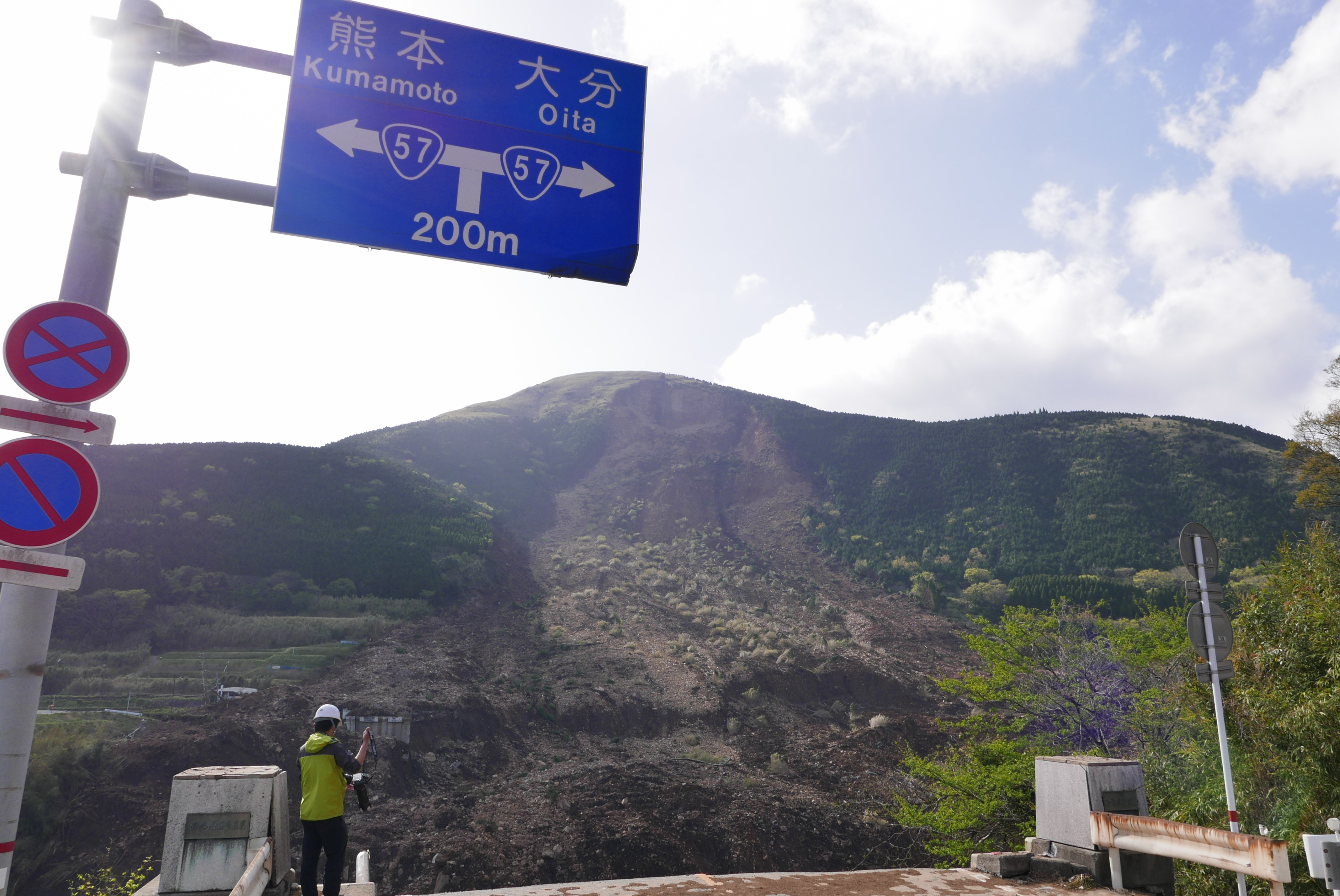
4월 16일 새벽에 붕괴된 아소대교.

2016년 구마모토 지진(일본어: 平成28年熊本地震) 은 2016년 4월 14일 21시 26분경 일본 구마모토시에서 일어난 규모 6.5의 전진과 2016년 4월 16일 1시 25분 (JST)에 발생한 구마모토현 구마모토 지방을 진원으로 하는 M7.3, 최대 진도 7의 본진을 말한다. 일본에서 2011년 3월 11일에 일어난 도호쿠 지방 대지진 이후로 처음으로 일본 기상청 진도 7을 기록한 지진이다.

## 개요
4월 14일 21시 26분경에 구마모토현 구마모토 지방에서 발생한 지진(전진)은 진원의 깊이는 11km이고, 리히터 규모는 6.5, 모멘트 규모 6.2로 추정된다. 구마모토현 마시키정에서 일본 기상청 진도7이 관측되었다.
일본 기상청은 이 14일 전진을, 이 지방에서 일반적인 "사이드 슬립 단층형"이라 발표했다. 이 지진의 규모는 딱히 큰 것은 아니었으나, 내륙에서 발생한 직하형 지진으로 진원이 얕았던 것이 피해가 커진 원인으로 보고 있다. 일본 기상청은 이 지진을 헤이세이 28년 (2016년) 구마모토 지진(平成28年（2016年）熊本地震)이라 명명했다.
4월 16일 1시 25분경에 구마모토현 구마모토 지방에서 발생한 지진(본진)은 진원의 깊이가 12km으로, 일본 기상청 규모 7.3, 모멘트 규모 7.0로 추정된다.
| 발생 일시     | 발생 일시   | 진앙          | 진원의 깊이 | 지진의 규모 | 최대 진도 | 최대 진도                                         | 출처 |
| ------------- | ----------- | ------------- | ----------- | ----------- | --------- | ------------------------------------------------- | ---- |
| 4월 14일 (목) | 21시 26분경 | 구마모토 지방 | 11km        | M6.5 Mw6.2  | 7         | 마시키정                                          |      |
| 4월 14일 (목) | 22시 07분경 | 구마모토 지방 | 10km        | M5.7        | 6약       | 마시키정                                          |      |
| 4월 14일 (목) | 22시 38분경 | 구마모토 지방 | 10km        | M5.0        | 5약       | 우키시                                            |      |
| 4월 15일 (금) | 00시 03분경 | 구마모토 지방 | 10km        | M6.4 Mw6.0  | 6강       | 우키시                                            |      |
| 4월 15일 (금) | 01시 53분경 | 구마모토 지방 | 10km        | M4.8        | 5약       | 야마토정                                          |      |
| 4월 16일 (토) | 01시 25분경 | 구마모토 지방 | 12km        | M7.3 Mw7.0  | 7         | 마시키정 니시하라촌                               |      |
| 4월 16일 (토) | 01시 44분경 | 구마모토 지방 | 10km        | M5.3        | 5약       | 다마나시 오즈정 구마모토시 주오구 히가시구 니시구 |      |
| 4월 16일 (토) | 01시 46분경 | 구마모토 지방 | 20km        | M6.0        | 6약       | 기쿠요정 고시시 구마모토시 히가시구               |      |
| 4월 16일 (토) | 03시 03분경 | 아소 지방     | 20km        | M5.8        | 5강       | 아소시 미나미아소촌                               |      |
| 4월 16일 (토) | 03시 55분경 | 아소 지방     | 10km        | M5.8        | 6강       | 우부야마촌                                        |      |
| 4월 16일 (토) | 07시 11분경 | 오이타현 중부 | 10km        | M5.3        | 5약       | 유후 시                                           |      |
| 4월 16일 (토) | 07시 23분경 | 구마모토 지방 | 10km        | M4.8        | 5약       | 구마모토시 히가시구                               |      |
| 4월 16일 (토) | 09시 48분경 | 구마모토 지방 | 10km        | M5.4        | 6약       | 기쿠치시                                          |      |
| 4월 16일 (토) | 16시 02분경 | 구마모토 지방 | 0극히 얕음  | M5.3        | 5약       | 가시마정 우키시 구마모토시 니시구                 |      |

## 원인

지진의 원인으로 지목되는 후타가와-히나구 단층대
후타가와 단층대
히나구 단층대

후타가와·히나구 단층대가 2016년 구마모토 지진의 원인으로 지목되고 있다. 구마모토 지진의 가장 큰 전진(M=6.1)은 4월 14일 히나구 단층대의 북동쪽 연장 끝부분에서 발생하였으며, 이틀 뒤인 4월 16일 본진(M=7.1)이 후타가와 단층대와 히나구 단층대가 접하는 마시키 지역 인근에서 발생하였다. 전진 이후 발생한 여진들의 분포는 주로 히나구단층의 북동쪽에 집중되어 있으며, 본진 이후에 발생한 여진들과 지표파열은 후타가와 단층대를 따라 동북동 또는 북동 방향으로 전파되었다.

## 4월 14일 전진
4월 14일 지진에서 진도 4 이상의 흔들림이 관측된 지역은 다음과 같다.
| 진도 | 도도부현   | 시구정촌 |
| ---- | ---------- | --- |
| 7    | 구마모토현 | 마시키정 |
| 6약  | 구마모토현 | 다마나시, 니시하라촌 우키시, 구마모토시(히가시구, 니시구, 미나미구)                                             |
| 5강  | 구마모토현 | 기쿠치시, 우토시, 오즈정, 기쿠요정, 미후네정, 미사토정, 야마토정, 히카와정, 고시시, 구마모토 시(주오구, 기타구) |
| 5약  | 구마모토현 | 다카모리정, 아소시, 미나미아소촌, 야쓰시로시, 나가스정, 오즈정, 고사정, 나고미정, 가미아마쿠사시, 아마쿠사시    |
| 5약  | 미야자키현 | 시바촌 |

방재과학기술연구소(防災科学技術研究所)의 관측망에 따르면, 가속도 상위 5지점은 다음과 같다.
관측점명: 최대 가속도: 계측 진도
1. KiK-net 마시키(KMMH16) 1580gal 6.4
2. K-NET 야베(KMM009) 669gal 5.3
3. K-NET 구마모토(KMM006) 604gal 5.9
4. K-NET 도모치(KMM011) 491gal 5.2
5. KiK-net 도요노(KMMH14) 357gal 5.4

| 발생일시             | 진원지                   | 진원의 깊이 | 지진의 규모 | 최대진도       | 출처 |
| -------------------- | ------------------------ | ----------- | ----------- | -------------- | ---- |
| 4월 14일 21시 26분경 | 구마모토현 구마모토 지방 | 10km        | M6.5        | 7 (마시키정)   |      |
| 4월 14일 22시 7분경  | 구마모토현 구마모토 지방 | 10km        | M5.7        | 6약 (마시키정) |      |
| 4월 14일 22시 38분경 | 구마모토현 구마모토 지방 | 10km        | M5.0        | 5약 (우키시)   |      |
| 4월 15일 0시 3분경   | 구마모토현 구마모토 지방 | 10km        | M6.4        | 6강 (우키시)   |      |
| 4월 15일 1시 53분경  | 구마모토현 구마모토 지방 | 10km        | M4.8        | 5약 (야마토정) |      |

4월 15일 0시 3분경의 지진에는, 일본 기상청이 2013년 3월에 장주기 지진동의 관측 정보의 제공을 시작한 이래, 첫 장주기 지진동 계급이 최대 계급 4를 기록했다. 그러나, 사후적인 데이터 분석에 따르면, 2004년의 니가타현 주에쓰 지진과 2011년의 도호쿠 지방 태평양 해역 지진(도호쿠 지방 후쿠시마현 대지진 사태)에서도 계급 4 상당의 장주기 지진동이 일어났다고 한다.

## 4월 16일 본진
전진 2일 후, 4월 16일 1시 25분에 규모 7.3의 지진이 발생했다. 구마모토현 내에서 일본 기상청 진도 계급 기준 최대진도 7을 관측했다.
| 진도 | 도도부현   | 시구정촌 |
| ---- | ---------- | --- |
| 7    | 구마모토현 | 마시키정 니시하라촌 |
| 6강  | 구마모토현 | 미나미아소촌 기쿠치시 우토시 오즈정 가시마정 우키시 고시시 구마모토시(주오구・히가시구・니시구)                                          |
| 6약  | 구마모토현 | 아소시 야쓰시로시 다마나시 기쿠요정 미후네정 미사토정 야마토정 히카와정 나고미정 구마모토 시(미나미구・기타구) 가미아마쿠사시 아마쿠사시 |
| 6약  | 오이타현   | 벳푸시 유후시 |
| 5강  | 후쿠오카현 | 구루메시 야나가와시 오카와시 미야마시 |
| 5강  | 사가현     | 사가시 가미미네정 간자키시 |
| 5강  | 나가사키현 | 미나미시마바라시 |
| 5강  | 구마모토현 | 미나미오구니정 오구니정 우부야마촌 다카모리정 야마가시 교쿠토정 나가스정 고사정 아시키타정                                               |
| 5강  | 오이타현   | 분고오노시 히타시 다케타시 고코노에정 |
| 5강  | 미야자키현 | 시바촌 다카치호정 미사토정 |
| 5약  | 에히메현   | 야와타하마시 |
| 5약  | 후쿠오카현 | 후쿠오카시(남구) 온가정 야메시 지쿠고시 오고리시 오키정 히로카와정 지쿠젠정                                                              |
| 5약  | 사가현     | 시로이시정 미야키정 오기시 |
| 5약  | 나가사키현 | 이사하야시 시마바라시 운젠시 |
| 5약  | 구마모토현 | 아라오시 난칸정 히토요시시 아사기리정 야마에촌 미나마타시 쓰나기정                                                                       |
| 5약  | 오이타현   | 오이타시 우스키시 쓰쿠미시 사이키시 구스정                                                                                               |
| 5약  | 미야자키현 | 노베오카시 |
| 5약  | 가고시마현 | 나가시마정 |

이 밖에도 오이타현에서 진도 6 미만, 후쿠오카현, 사가현, 나가사키현, 미야자키현에서 진도 5강, 에히메현, 가고시마현에서 진도 5 미만, 돗토리현, 시마네현, 히로시마현, 고치현, 야마구치현에서 진도 4의 지진을 관측했다. 또한, 마시키정에서는 진도 5약 이상으로 추정되나 4월 16일 오전 1시 30분 기준 정확한 진도를 알 수 없다.

## 여진 및 관련 지진 활동
4월 14일 21시 26분경의 지진 이후, 진도 1 이상으로 관측된 여진이 1000회 이상 발생하고 있다.
4월 16일 1시 25분경의 구마모토 지방(후카가와・히나구 단층대 주변)의 지진  (Mj7.3) 이후, 아소 지방 및 오이타현(벳푸-하네야마 단층대 주변)에서도 지진 활동이 활성화되었다. 일본 기상청은 아소 지방과 오이타현의 지진에 대하여, 구마모토 지방에서의 지진과는 별개의 지진 활동이라 보고 있다. 일련의 지진은 규슈 붕부의 동북부부터 남서부에 걸쳐 넓혀지고 있다. 벳푸-시마바라 지구대에 걸쳐 발생하고 있어, 전문가들은 본진 (Mj7.3)에 따른 이것들의 지역의 지진이 유발되었을 가능성을 지적하고 있다.
| 일                        | 최대진도 | 최대진도 | 최대진도 | 최대진도 | 최대진도 | 최대진도 | 최대진도 | 소계 | 누계 | 출처   |
| 일                        | 1~3      | 4        | 5약      | 5강      | 6약      | 6강      | 진도 7   | 소계 | 누계 | 출처   |
| ------------------------- | -------- | -------- | -------- | -------- | -------- | -------- | -------- | ---- | ---- | ------ |
| 4월 14일 (목) (21시 이후) | 28       | 9        | 1        |          | 1        |          | 1        | 40   | 40   | [ 24 ] |
| 4월 15일 (금)             | 100      | 10       | 1        |          |          | 1        |          | 112  | 152  | [ 24 ] |
| 4월 16일 (토)             | 157      | 36       | 4        | 1        | 2        | 1        | 1        | 202  | 354  | [ 24 ] |
| 4월 17일 (일)             | 127      | 11       |          |          |          |          |          | 138  | 492  | [ 24 ] |
| 4월 18일 (월)             | 74       | 4        |          | 1        |          |          |          | 79   | 571  | [ 24 ] |
| 4월 19일 (화)             | 77       | 2        | 1        | 1        |          |          |          | 81   | 652  | [ 24 ] |
| 4월 20일 (수)             | 73       | 1        |          |          |          |          |          | 74   | 726  | [ 24 ] |
| 4월 21일 (목)             | 46       | 2        |          |          |          |          |          | 48   | 774  | [ 24 ] |
| 4월 22일 (금)             | 40       | 1        |          |          |          |          |          | 41   | 815  | [ 24 ] |
| 4월 23일 (토)             | 28       |          |          |          |          |          |          | 28   | 843  | [ 24 ] |
| 4월 24일 (일)             | 30       |          |          |          |          |          |          | 30   | 873  | [ 24 ] |
| 4월 25일 (월)             | 23       | 1        |          |          |          |          |          | 24   | 897  | [ 24 ] |
| 4월 26일 (화)             | 30       |          |          |          |          |          |          | 30   | 927  | [ 24 ] |
| 4월 27일 (수)             | 49       |          |          |          |          |          |          | 49   | 976  | [ 24 ] |
| 4월 28일 (목)             | 49       | 3        |          |          |          |          |          | 52   | 1028 | [ 24 ] |
| 4월 29일 (금)             | 32       |          |          | 1        |          |          |          | 33   | 1061 | [ 24 ] |
| 4월 30일 (토) (15시까지)  | 18       |          |          |          |          |          |          | 18   | 1079 | [ 24 ] |
| 합계                      | 981      | 80       | 7        | 4        | 3        | 2        | 2        | 1079 |      | [ 24 ] |

※ 진도 7을 관측한 구마모토현 마시키정에 있는 지진계는 4월 14일 23시 28분 무렵의 지진을 마지막으로 지진계에서 데이터를 보내지 않는 상태가 계속되고 있다. 이 여진은 구마모토현으로부터 북쪽에 있으며 유명 온천 관광지인 벳푸 시가 위치한 오이타현에서도 발생하고 있다. 구마모토현과 인접해 있는 오이타현을 진원으로 하는 지진도 잇따라 발생했다. 오전 7시 11분께 오이타현 중동부를 진원으로 하는 규모 5.3의 지진이 관측되는 등, 규모 2 이상의 지진이 11차례 이상 일어났다. 오이타현에는 한국인 관광객도 많이 찾는 유명한 온천마을 벳푸 시가 있다. 4월 29일, 오이타현 유후시에서 최대진도 5강, 깊이 10km의 여진이 발생했다.

## 긴급지진속보
일본 기상청은 지진 감지 3.7초 후인 21시 26분 42.5초에 긴급지진속보를 냈다.

## 피해와 영향

### 인명 피해
| 지역                 | 사망자 | 출처   |
| 마시키정             | 20     | [ 32 ] |
| 미나미아소촌         | 15     | [ 32 ] |
| 니시하라촌           | 5      | [ 32 ] |
| 구마모토시           | 4      | [ 32 ] |
| 가시마정             | 3      | [ 32 ] |
| 미후네정             | 1      | [ 32 ] |
| 야쓰시로시           | 1      | [ 32 ] |
| 2016년 4월 28일 기준 |        |        |

구마모토현 내에서는 마시키정과 구마모토시 동구에서 무너진 주택에 묻히거나 화재로 인한 사망자가 9명으로 확인되었다. 같은 날 23시경에 구마모토 시는 병원에 지진에서 중경상을 입은 사람들이 70명 이상 실려왔다고 전했다. 16일 본진이 일어난 이후에는 20일까지 39명의 사망이 확인되어, 전진 때와 합쳐 사망자가 48명으로 늘었다.
전진・본진・여진 모두 합쳐, 사상자는 1100명(사망자는 41명)을 넘기고 있다.

### 아소산에 미친 영향
일련의 지진과의 관계성은 일본 기상청에서도 지금 상태로는 알 수 없지만, 16일 오전 8시 30분경에 아소산의 나카다케 제1 화구에서 소규모의 분화가 발생하여, 분화구에서 연기가 상공 100m까지 올라갔다.
분화 자체는 극히 소규모이기 때문에 지금은 아소 산의 분화 경계 레벨을 올릴 예정은 없다고 한다.

### 건물·시설
- 구마모토성 - 돌담이 최소 6곳이 무너졌고, 100m에 걸쳐 담장이 붕괴되었다.[39]
- 미나미아소촌에 있는 아소대교가 붕괴되었다.[1]
- 구마모토 시립 구마모토 시민병원(熊本市立熊本市民病院)에서는 건물이 기울어 붕괴의 위험이 있어서, 자위대 등의 지시에 따라 환자를 다른 병원으로 이송했다.[40] 또한 미후네 정의 기보가오카병원에서도 붕괴의 우려가 나오고 있으며 마시키병원과 마시키중앙병원에서도 정전 같은 사고가 발생하고 있으며, 환자를 피난시키는 등의 대응을 하고 있다.[41]
- 후지사키다이 현영 야구장(藤崎台県営野球場)은 백스크린 벽의 일부가 벗겨져 떨어지는 피해가 있었다.[42]
- 구마모토 양학교 사관 제인스 저택(熊本洋学校教師館ジェーンズ邸)는 14일의 전진으로 벽이 붕괴하는 피해가 있었고, 16일의 본진에서는 건물이 붕괴했다.[43]
- 아소 신사(阿蘇神社)에서는 중요문화재인 누문과 배전이 전부 붕괴했다.[44]
- 우토시에서는 시청의 청사가 반 정도 부서졌다.[45]
- 구마모토 경륜장(熊本競輪場)에서는 특별 관람석에 있는 배수관이 손상되어 바닥이 물에 잠겼고, 창 유리가 전부 깨져서 뱅크 내에도 파편이 흩날렸다. 이 영향으로 이 경륜장에 있어서 타장 개최의 장외차권 발매를 중지했고,[46] 시설을 잠정적으로 4월 19일까지 폐장했다.[47] 모든 것을 복구하려문 몇 개월의 기간을 필요하기 때문에 5월에 예정되어 있던 개최는 중지될 전망이다.[48]
- 야쓰시로시에서는 시청의 본청사에 균열이 생겨 무너질 우려가 생겼기 때문에 시의 기능을 센초지소와 가가미지소로 이동했다.[49]
- 니시하라촌의 농업용 댐·오기리바타 댐(大切畑ダム)에서는, 대량의 누수가 확인되어, 약 800명에게 피난 지시가 내려졌다.[34]
- 액시온 후쿠오카 메인 아레나가 지진의 영향으로 시설의 일부가 손상되어, 일본 프로 농구 리그의 라이징 후쿠오카는 4월 23일・24일에 액시온 후쿠오카에서 개최될 예정이었던 밤비셔스 나라와의 홈 게임 2연전에 대한 회장을 기타큐슈시립종합체육관으로 변경하여 개최하는 것을 결정했다.[50]
- 구마모토 산업전시장(熊本産業展示場)이 지진의 영향으로 상당한 손상이 생긴 것 및 관중의 안전 확보 상의 이유 때문에 신 일본 프로 레슬링은 같은 회장에서 4월 29일에 흥행을 예정하고 있던 『레슬링 불의 나라 2016』(レスリング火の国 2016) 구마모토 대회의 개최 중지를 결정했다.[51]

### 교통 시설
도로

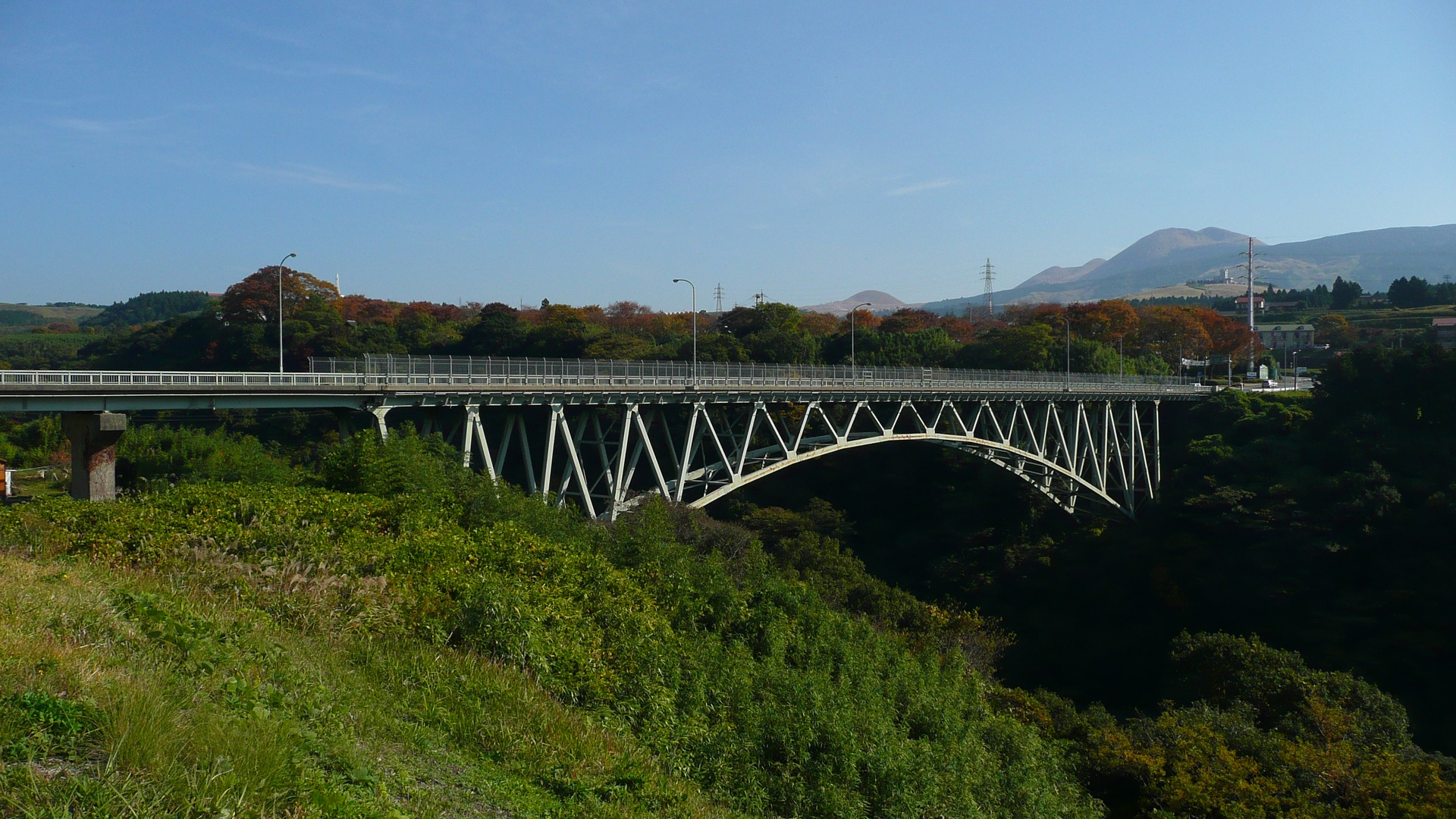
붕괴되기 전의 아소대교. (2009년 사진)

규슈고속도로에서는 난칸 IC와 에비노 IC 사이 통행이 막혀 고속 버스의 운행 중지가 잇따랐다. 서일본고속도로(NEXCO 서일본)측에 따르면, 마시키 구마모토 공항 IC에서 마쓰바세 IC 사이에서 도로면 붕괴, 함몰, 균열 등이 발생하였으며 우에키 IC - 마츠바세 IC에서 통행을 중지했다고 밝혔다.
철도
서일본여객철도(JR 서일본)에서는 산요 신칸센의 고쿠라 - 하카타 간, 산요 본선의 모지 - 시모노세키 간, 큐슈여객철도(JR 큐슈)에서는 큐슈 신칸센과 재래선 전선에서 운행을 지연했다. 큐슈 신칸센에서는 내려가는 800계 6량 편성의 회송 열차가 구마모토 역 남측에서 탈선했다.
항공
전일본공수(空輸)(ANA)와 일본항공(JAL)은 지진 발생 당시에는 이미 구마모토 공항에서 출발하는 항공편 운행을 연휴했다. 일본항공의 공항 시설에는 피해가 없다고 전했다.

### 기초 인프라
수도
4월 15일 4시 반 기준 우키 시에서 1만 1000가구, 구마모토 시에서 5만 7000가구가 단수되었다.
전기
규슈 전력에 따르면, 4월 15일 13시 기준, 마시키정과 가시마정, 구마모토시 남구 등에서 1만 1700가구가 정전을 겪고 있다고 밝혔다. 규슈 전력의 센다이 원자력 발전소는 지진의 영향 없이 통상 운행을 하고 있으며, 가고시마현은 “오후 9시 44분에 큐슈 전력에서 이상 없음이라는 보고가 들어왔다”라고 전했다. 겐카이 원자력 발전소에서는 지진에 의한 피해는 확인되지 않았다고 한다.
가스
서부가스(西部ガス)에 따르면, 구마모토현 구역의 가스 제공을 담당하는 구마모토 공장의 안전에 문제는 없다고 했지만, 구마모토 지구 제공 구역에서 가스 공급이 끊긴 가구 수는 마시키정과 구마모토시 등을 중심으로 1123가구, 가스 누출 통보를 받은 수는 15일 오전 11시 시점 66건에 달했다.

### 행사
4월 15일 - 4월 17일의 3일간 개최될 예정이었던 일본여자프로골프협회(JLPGA) 투어 대회 KKT배 반테린 레이디스오픈 (장소: 구마모토 공항 컨트리 클럽)은 주최자측의 결정에 따라 4월 15일 첫날 경기를 중지하게 되었다. 대회 그 자체의 개최 여부에 대해서는 4월 15일 이후에 다시 판단하기로 하였다.

### 대한민국
일본에서 16일 본진이 일어난 당시, 대한민국의 부산과 경상남도 지역에서도 진도 3 이상, 이 외에도 전국적으로 진도 1~2 이상의 흔들림이 관측되었다. 이로 인해, 부산소방안전본부에 2천 건 이상의 피해 신고가 접수되었다. 이번 구마모토 지진을 통해 한반도도 지진 안전지대가 아니라는 시각도 나오고 있다.

## 일본 정부 및 기관의 대응

### 정부・국회・정당
4월 14일
- 21시 31분 - 정부는 수상 관저의 위기관리센터에 관저대책실을 설치했다.
- 21시 36분 - 아베 신조 총리가 피해 상황의 파악과 재해 응급의 대책에 나섰고, 일본 거주민에게 정보 제공을 지시했다. 지진 발생 시 아베 총리는 도쿄의 사루가쿠정에서 회식 중이었으나, 도중에 퇴석하고 21시 50분이 지났을 때는 관저에 들어왔다.
- 21시 40분 - 가바시마 이쿠오 구마모토 현지사는 육상자위대 제8사단장에게 재해 파견을 요청했다. 또한 22시 05분에 총무성 소방청에 긴급소방원조대 출동을 요청했다. 이로인해, 자위대 350인, 경찰이 현외에서 200인, 소방 200인이 파견되었다.
- 22시 10분 - 재해대책기본법에 따라 비상재해대책본부가 설치되었다.
- 22시 10분 지나서, 스가 요시히데 관방장관은 긴급 기자회견을 진행했으며, 원자력 시설의 피해제보는 없다는 것을 발표했다.
- 4월 14일 밤, 자민당・공명당・민진당은 당 간부를 각 당 본부에 소집하고, 독자적인 대책 본부나 긴급 정보 연결실을 설치했다.

4월 15일
- 10시 40분 - 재해대책기본법에 따라 구마모토현 내에 비상재해현지대책본부가 설치되었다.
- 일본 국회에서는 4월 15일부터 환태평양 파트너쉽 협정(TPP) 승인안과 관련 법안의 중의원특별위원회 심의 재개가 예정되어 있었으나, 아베 총리는 위원회 모두를 지진 대응 상황 설명을 하고 난 후 퇴석, 심의는 18일 이후로 미루어졌다. 자민・민진당 모두, 국회대책위원장은 당면 재해 대응을 우선시하는 것으로 합의했다.

4월 16일
- 아베 총리는 피해지 시찰이 예정되어 있었으나, 새벽의 대지진 발생으로 계획이 중지되었다. 다음 17일에 예정되어 있던 홋카이도 5구 보궐 선거의 응원 연설을 위한 홋카이도 방문도 중지되었다.
- 하야시 모토오 경제산업대신은 석유연맹에게 석유비축법(석유 비축의 확보 등에 관한 법률)을 토대로 한 재해 시 석유 공급 연계 계획의 실시 권고를 발출했다.

4월 17일
- 아베 총리는 총리대신관저에게서 미군의 지원을 받아들일 것을 표명,미국 해병대의 운송기 오스프리에게 운송 지원을 받아들이는 방침을 굳혔다. (일본의 재해 지원에 오스프리가 참가하는 것은 처음)

4월 19일
- 4월 19일의 중의원 본회의의 모두에서 희생자에게 묵도가 행해졌다.

4월 20일
- 현지대책본부장을 마쓰모토 후미아키・내각부 부대신에서 사카이 야스유키・내각부 정무관으로 교대했다.

4월 23일
- 아베 총리가 구마모토현을 방문, 구마모토 현청에서 가바시마 이쿠오 현지사와의 회담을 가진 한편, 마시키정과 미나미아소촌 등 피해지를 시찰했고, 피해자들을 격려했다.

4월 25일
- 정부가 돌아가면서 각의에게 격심재해법을 기초로 하여, 일련의 지진에 다른 재해를 격심재해로 지정하는 것과 동시에 이에 대한 적용할 조치를 지정하는 정령을 결정했다. 이 정령은 26일에 공포되어 시행될 예정으로, 이에 따라,  지방공공단체가 실시하는 재해복구사업에의 국고 보조의 인상 등의 조치가 실시될 것이다.

4월 26일
-  헤이세이 28년 구마모토 지진에 따른 재해에 대한 격심재해 및 이에 따라 적용할 조치의 지정에 관한 정령.이 공포・시행되었다.

4월 28일
- 특정비상재해특별조치법에 기초하여, 구마모토 지진에 따른 재해를 「특정비상재해」로 지정하는 것을 결정했다. 이에 따라, 운전면허증 등의 기한을 2016년 9월 30일까지 연장할 수 있는 등의 특별조치가 취해진다. 한신・아와지 대지진, 니가타현 주에쓰 지진, 도후쿠 대지진에 이은 4번째 지정이다.

5월 10일
대규모재해부흥법에 기초하여, 구마모토 지진에 따른 피해를 동법 제2조 제9호에서 규정하는 「비상재해」로 지정하는 정령을 각의 결정. (5월 13일 공포하여 당일 시행한  헤이세이 28년 정령 제218호.에서 지정.) 이에 따라, 피해 지방단체의 요청에 기초하여, 도로와 하천 등의 복구 작업을 정부해서 대신하는 것이 되었다. 동법은 도호쿠 대지진을 토대로 2013년에 제정된 것으로, 2016년 구마모토 지진은 이것이 처음으로 적용된 사례가 되었다.

### 총무성
소방청
일본 소방청은 4월 14일 21시 36분에 소방청재해대책본부를 설치하여 22시 05분에 구마모토현 지사의 요청에 따라 규슈 지구의 소방에 대해 긴급소방원조대 출동을 요청했다.

### 경시청
일본 경시청은 4월 14일 21시 31분에 비상재해경비본부를 설치, 규슈 관내의 경찰에서 구마모토 현 내에 헬리콥터와 부대를 파견했다.

### 국토교통성
기상청
일본 기상청은 4월 14일에 조사를 위해 기상청기동조사반(JMA-MOT)을 파견했다. (헬기 조사: 1반 2명, 지상 조사: 4반 11명)

### 방위성
방위성, 자위대
4월 14일 밤, 일본 방위성은 초동 대처 부대 「퍼스트 포스」를 파견, 항공자위대는 F2 전투기 2기, 해상자위대는 P3C 초계기 1기, 육상자위대는 다용도 헬리콥터 UH-1 1기를 파견했다. 4월 15일 7시 30분 현재, 육상자위대를 중심으로 지상에서의 구조 활동 및 피해자 지원을 실시하고 있다.

### 매체
텔레비전은 NHK・각 민영방송과 21시 26분, 지진 발생과 동시에 방송 중의 프로그램을 일제히 중단・정지하여, 긴급 보도 특별 방송을 구마모토와 후쿠오카에 있는 계열국에서 리포트를 합쳐 방송했다. 이 중, NHK는 종합 텔레비전・E테레, BS방송과 보도 특별 방송으로 전환했다. 다만, 구마모토현에 계열국의 치국이 없는 TV 도쿄는 지진 관련의 긴급 특별 방송을 하지 않고, 평소대로의 프로그램을 방송했다.
라디오에서도 지진 발생에 따라, NHK・민영 방송과 지진 관련 보도 특별 방송으로 전환했다.

### 지방 공동 단체
쿠마몬
구마모토현 영업부장 겸 행복 부장인 쿠마몬은 지진 발생 전인 4월 14일 17시 28분을 마지막으로 트위터가 중지되었다. 걱정의 목소리가 높아지고 있지만, 공식 홈페이지 상에서 「쿠마몬 대(隊)는 피해자를 최우선으로 행동하고 있으니 SNS의 발신은 하지 않고 있다」라 발표했다.

### 자매 도시
1994년 이래, 구마모토 시와 우호 자매 도시의 관계에 있으며 1997년에 재해 시 상호 응원 협정을 체결한 후쿠이시는 비상식량과 음료수, 모포 등의 지원 물자를 피해지에 보냈다.

## 국제 사회의 대응
| ・ | 미국             | - | 국무부 보도관, 존 커비가 4월 14일의 기자회견에서 "우리는 구마모토의 사람들과 함께 있다"며, 이번 지진에서 일본 정부가 미국에 지원 요청이 있을 경우에는 "받아들일 준비가 되어 있다"라는 의사를 명백히했다. |  |  |
| ・ | 중화민국         | - | 14일 지진 후, 마잉주 총통은 아베 신조 내각총리대신에게 위로의 서한을 보냈다. 또, 차기 총통인 민주진보당의 차이잉원 주석은 "피해가 최소화되어, 일본 친구들이 무사하기를 바란다"라는 코멘트를 발표했다. 중화민국 정부는 16일까지 6500만 엔, 민주진보당은 340만 엔의 기부를 표명했다.                                                                                  |  |  |
| ・ | 중화인민공화국   | - | 외교부의 루캉(陸慷) 보도국장은 「사망한 사람에게 애도와, 유가족과 부상자에게 위로를 표한다」라는 담화를 공표. 일본 정부에게도 위로를 전달했다. |  |  |
| ・ | 유럽 연합        | - | 페데리카 모게리니 유럽 연합 외교 문제·안보 정책 고위대표는 16일 「일본은 천재지변 시에도 항상 부흥을 이룰 힘을 증명해왔다」고 지적하고 애도의 의사를 표하는 것과 동시에 「여러 지원을 제공할 용의」가 있다는 성명을 발표했다. |  |  |
| ・ | 러시아           | - | 방일 중인 세르게이 라브로프 외무대신은 기시다 후미오 외무대신과의 기자회견에서 「지진 피해와 희생자에게 진심으로 위로의 말씀을 드린다」고 말한 것과 동시에 「일본의 요청이 있다면, 이러한 사태에 바로 지원해줄 용의가 있다」고 표명했고, 긴급원조대 파견의 용의가 있다는 것을 명백히 했다. 블라디미르 푸틴 대통령은 아베 총리에게 애도의 마음을 표한 서한을 보냈다. |  |  |
| ・ | 태국             | - | 국왕 라마 9세는 16일, 「비극적인 지진 소식에 마음을 아파하고 있다」고 성명했다. 쁘라윳 짠오차 임시 총리는 아베 총리에게 위로의 서한에 「요청이 있다면 일본에게 지원을 제공할 용의가 있다」고 전했다. |  |  |
| ・ | 인도             | - | 나렌드라 모디 총리는 16일, 「다대한 희생과 손해에 마음을 아파하고 있다. 나의 마음은 희생자 유가족과 함께 있다」고 트위터에 투고했다. |  |  |
| ・ | 영국             | - | 데이비드 캐머런 총리는 「구마모토에서의 소식을 듣고 슬퍼하고 있다. 나의 마음은 일본에서 지진의 영향을 받은 모든 사람들과 함께 있다」, 「우리들은 지원을 위해 할 수 있는 것은 뭐든지 하겠다」라고 트위터에 투고했다. |  |  |
| ・ | 프랑스           | - | 프랑스 외교부는 4월 15일, 애도와 연대의 뜻을 표하고, 재일 프랑스인에게 경계를 당부했다. |  |  |
| ・ | 독일             | - | 독일 외교부는 구마모토현과 오이타현을 방문하지 말라고 독일 국민에게 권고했다. |  |  |
| ・ | 우크라이나       | - | 우크라이나 총리는 트위터에서 애도의 뜻을 표명했다. |  |  |
| ・ | 대한민국         | - | 외교부 장관 윤병세는 '희생자들의 명복을 빌고 유가족 및 부상자들에게 위로의 뜻을 전한다.'라는 내용의 조전을 보냈다. 외교부는 재류한국인을 위한 지원 팀의 파견을 결정했다. 후쿠오카에 있는 한국 총영사관은 구마모토현과 오이타현 내에 발이 묶여 있는 한국인 관광객들을 후쿠오카 공항으로 이송하는 버스 6대를 준비했다.                                                |  |  |
| ・ | 바티칸 시국      | - | 로마 교황 프란치스코는 17일, 바티칸에서 개최한 정오의 기도 집회 석상, 일본・구마모토 지진 및 에콰도르 지진을 위해 「신께 가호를 빕시다」라고 말하여, 지진 피해자를 위한 기도를 바쳤다. |  |  |
| ・ | 오스트레일리아   | - | 줄리 비숍 외상은 17일, 「우리들의 마음은 일본의 모두와 함께 있다. 필요하다면, 여러 지원을 제공할 용의가 있다」고 성명을 발표했다. |  |  |
| ・ | 팔라우           | - | 토머스 레멩게사우 주니어 대통령은 18일, 희생자와 유가족에게 「진심으로 조의를 드립니다」라는 서한을 아베 총리에게 보냈다. |  |  |
| ・ | 핀란드           | - | 마누 뷔루타모 주일대사는 4월 27일, 일본 핀란드 우호의원연맹(友好議員連盟)의 고이케 유리코 회장과 함께 액상우유를 전달했다. |  |  |
| ・ | 티베트 망명 정부 | - | 오사카에서 불교의 교의 등에 대한 강연을 하기 위해 방일(訪日)한 제14대 달라이 라마는 「슬픈 일이지만, 낙담하지 말아야 한다. 결의를 가지고 임해야 할 뿐이다. 그렇게 하면 분명 부흥할 수 있다」고 전했다. |  |  |

## 같이 보기
- 니가타현 주에쓰 지진 - 2004년 10월 23일
- 도호쿠 지방 태평양 해역 지진(2011년 도호쿠 지방 태평양 해역 지진의 피해) - 2011년 3월 11일
- 에콰도르 지진 - 2016년 4월 16일
- 후타가와·히나구 단층대 - 본 지진의 원인으로 지목되고 있다.[118]
- 벳푸-시마바라 지구대